# Lista de jogos do Xbox compatíveis com o Xbox 360
O console Xbox 360 recebeu atualizações da Microsoft desde o seu lançamento em 2005 até novembro de 2007, que lhe permite jogar alguns jogos do seu antecessor, o Xbox. O Xbox 360 foi lançado com retrocompatibilidade com o número de jogos Xbox suportados, dependendo da região. A Microsoft continuou a atualizar a lista de jogos do Xbox compatíveis com o Xbox 360 até novembro de 2007, quando a lista foi finalizada. Posteriormente, a Microsoft lançou o programa Xbox Originals em 7 de dezembro de 2007, onde jogos Xbox retrocompatíveis podiam ser comprados digitalmente em consoles Xbox 360, com o programa terminando menos de dois anos depois, em junho de 2009. A seguir, é apresentada uma lista de todos os jogos retrocompatíveis no Xbox 360 sob essa funcionalidade.

## História

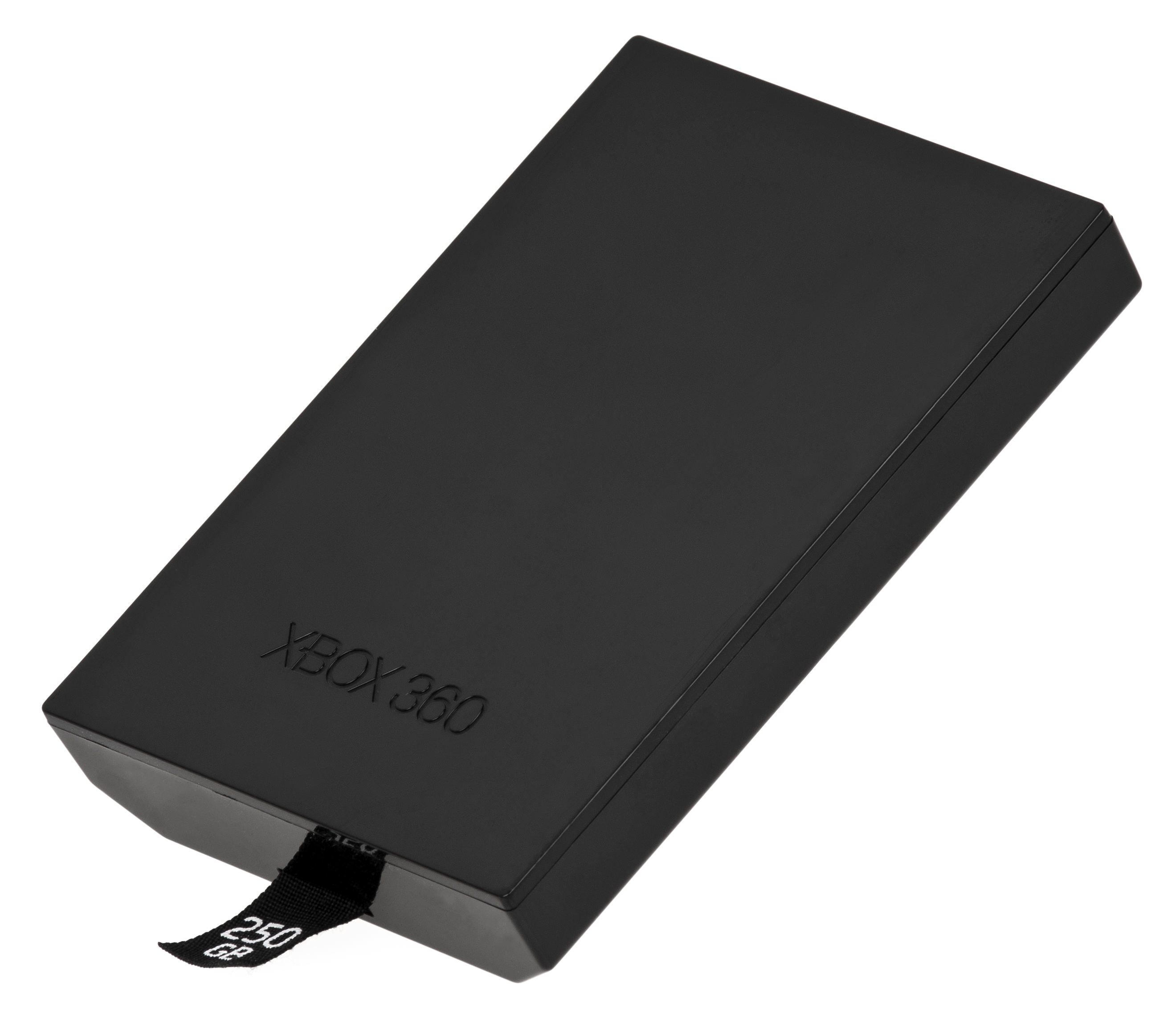
É necessário um disco rígido oficial para jogar jogos emulados do Xbox.

Em seu lançamento em novembro de 2005, o Xbox 360 não possuía retrocompatibilidade baseada em hardware com jogos do Xbox, devido aos diferentes tipos de hardware e arquitetura usados no Xbox e Xbox 360. Em vez disso, a retrocompatibilidade foi alcançada usando emulação de software. Quando o Xbox 360 foi lançado na América do Norte, 212 jogos do Xbox eram suportados, enquanto na Europa 156 jogos eram suportados. O mercado japonês teve o menor número de títulos suportados no lançamento, com apenas 12 jogos. A atualização final da Microsoft para a lista de títulos retrocompatíveis foi em novembro de 2007, elevando o total final para 461 jogos do Xbox.
Para usar o recurso de retrocompatibilidade no Xbox 360, é necessário um disco rígido. As atualizações da lista foram fornecidas pela Microsoft como parte das atualizações regulares de software pela Internet, solicitando um disco por correio no site oficial ou baixando a atualização do site oficial e depois gravando-o em um CD ou DVD. Os assinantes da Official Xbox Magazine também tinham atualizações na lista de retrocompatibilidade nos discos de demonstração incluídos na revista.
Os jogos originais do Xbox suportados serão executados, cada um com um perfil de emulação que foi recompilado para cada jogo com os perfis de emulação armazenados no disco rígido do console. Os jogos originais do Xbox devem usar o disco do jogo original e não podem ser instalados no disco rígido, ao contrário dos jogos do Xbox 360. O jogo salvo e o conteúdo para download não pode ser transferido de um Xbox original para um Xbox 360. A funcionalidade Xbox Live para jogos originais do Xbox estava disponível até 15 de abril de 2010 até que o suporte para jogos originais do Xbox fosse descontinuado. A funcionalidade System Link entre o Xbox original e o Xbox 360 permanece disponível.
A Microsoft lançou o programa Xbox Originals, em português Xbox Originais em dezembro de 2007, em que os proprietários do Xbox 360 podiam comprar títulos Xbox originais selecionados digitalmente se não possuíssem um disco de jogo e podiam ser encontrados em sua própria seção no Xbox Live Marketplace. A partir de junho de 2009, a marca foi descontinuada e os jogos foram movidos para a seção "Games on Demand" da loja, enquanto a Microsoft afirmou que "terminou seu portfólio" de Xbox Originais.
Durante a conferência de imprensa da E3 2017 da Microsoft em 11 de junho de 2017, foi anunciada a retrocompatibilidade dos jogos originais do Xbox na família de consoles Xbox One. Parte do programa de retrocompatibilidade do Xbox One verá os jogos originais do Xbox serem disponibilizados digitalmente, além dos proprietários do disco original do jogo Xbox. Antes do primeiro lote de títulos originais retrocompatíveis do Xbox para Xbox One, foram revelados seis títulos que nunca foram lançados digitalmente como parte do programa Xbox Originais para Xbox 360, que apareceram na loja no "Games on Demand". A Microsoft também confirmou que as licenças digitais também seriam transferidas para o Xbox One.
Os jogos salvos de jogos originais do Xbox retrocompatíveis no Xbox 360 e Xbox One não podem ser transferidos entre as três gerações. Embora a funcionalidade do Xbox Live não esteja disponível, Albert Penello, diretor de marketing da Xbox, explicou que os usuários podem "usar o system link em um Xbox original, um Xbox 360, um Xbox One e um Xbox One X para criar uma rede local de quatro jogadores com todos os discos originais nas três gerações de consoles".
Entretanto, os jogos do Xbox original que tinham algum problema ou alguma falha ao serem executados no Xbox 360 e que ganharam a retrocompatibilidade para o Xbox One e o Xbox Series S|X tiveram seus problemas corrigidos.

## Lista de jogos Xbox compatíveis
No momento, existem 1 nesta lista de 1 jogos lançados para o Xbox.
| XO Xbox Originais | XBO Xbox One Forward Compatible | AN América do Norte apenas PAL apenas J Japão apenas |

| Título                                                                                         | Publicadora(s)                                | Problema(s) técnico(s) | Add-Ons | Região(ões) | Ref(s)                             |
| ---------------------------------------------------------------------------------------------- | --------------------------------------------- | --- | ------- | ----------- | ---------------------------------- |
| 2006 FIFA World Cup                                                                            | EA Sports                                     | Às vezes, o texto no menu de opções e botões é substituído pelo texto de um objeto semelhante na mesma tela. |         |             | [ 5 ] [ 15 ]                       |
| 25 to Life                                                                                     | Eidos                                         | Falhas aleatórias podem ocorrer ao tentar iniciar uma partida online. |         | AN          | [ 5 ] [ 15 ]                       |
| 4x4 Evo 2                                                                                      | Gathering of Developers                       | |         |             | [ 5 ]                              |
| Airforce Delta Storm Deadly Skies (PAL) Airforce Delta II (JP)                                 | Konami                                        | |         |             | [ 5 ]                              |
| Aggressive Inline                                                                              | AKA Acclaim                                   | |         |             | [ 5 ]                              |
| Alias                                                                                          | Acclaim Entertainment                         | |         |             | [ 5 ]                              |
| Aliens Versus Predator: Extinction                                                             | EA Games                                      | |         |             | [ 5 ]                              |
| All-Star Baseball 2003                                                                         | Acclaim Sports                                | |         |             | [ 5 ]                              |
| All-Star Baseball 2005                                                                         | Acclaim Entertainment                         | |         |             | [ 5 ]                              |
| America's Army: Rise of a Soldier                                                              | Ubisoft                                       | |         |             | [ 5 ]                              |
| AMF Bowling 2004                                                                               | Bethesda Softworks                            | |         | AN          | [ 5 ]                              |
| Amped: Freestyle Snowboarding Tenku: Freestyle Snowboarding (JP)                               | Microsoft Game Studios                        | |         |             | [ 5 ]                              |
| Amped 2 Tenku 2 (JP)                                                                           | Microsoft Game Studios                        | Há geometria oscilante durante alguns níveis. Ocasionalmente, um efeito sonoro será reproduzido repetidamente. |         |             | [ 5 ] [ 15 ]                       |
| APEX Racing Evoluzione (PAL)                                                                   | Infogrames                                    | Durante a cutscene do modo de sonho, falta o diálogo de áudio. |         |             | [ 5 ] [ 15 ]                       |
| Aquaman: Battle for Atlantis                                                                   | TDK                                           | |         |             | [ 5 ]                              |
| Arena Football                                                                                 | EA Games                                      | Áudio estático menor pode ser ouvido durante o jogo. |         |             | [ 5 ] [ 15 ]                       |
| Armed and Dangerous                                                                            | LucasArts                                     | Após o primeiro nível, o áudio de voz não é reproduzido durante as cinemáticas do jogo. Durante a abertura cinemática, alguns cortes de áudio e vídeo ocorrem. | XBO     |             | [ 5 ] [ 15 ]                       |
| Army Men: Sarge's War                                                                          | 3DO                                           | |         |             | [ 5 ]                              |
| Atari Anthology                                                                                | Atari                                         | |         |             | [ 5 ]                              |
| ATV Quad Power Racing 2                                                                        | AKA Acclaim                                   | |         |             | [ 5 ]                              |
| Auto Modellista                                                                                | Capcom                                        | |         |             | [ 5 ]                              |
| Avatar: The Last Airbender                                                                     | THQ                                           | |         |             | [ 5 ]                              |
| Bad Boys: Miami Takedown Bad Boys II (PAL)                                                     | Empire Interactive                            | |         |             | [ 5 ]                              |
| Baldur's Gate: Dark Alliance                                                                   | Interplay Entertainment                       | Na segunda zona, durante cenas de combate, há uma queda de trinta a quarenta quadros por segundo em performance. |         | AN          | [ 5 ] [ 15 ]                       |
| Baldur's Gate: Dark Alliance II                                                                | Interplay Entertainment                       | |         |             | [ 5 ]                              |
| Barbie Horse Adventures: Wild Horse Rescue                                                     | Vivendi Universal Games                       | A metade inferior da tela não está desenhada corretamente no modo de tela dividida. |         |             | [ 5 ] [ 15 ]                       |
| The Bard's Tale                                                                                | Vivendi Universal Games                       | |         |             | [ 5 ]                              |
| Bass Pro Shops Trophy Hunter 2007                                                              | Vivendi Universal Games                       | O retículo de mira é cercado por uma caixa enquanto a motoneve sofre de uma falta parcial de colisão. |         |             | [ 5 ] [ 15 ]                       |
| Batman Begins                                                                                  | EA Games                                      | |         |             | [ 5 ]                              |
| Batman: Rise of Sin Tzu                                                                        | Ubisoft                                       | |         |             | [ 5 ]                              |
| Battle Engine Aquila                                                                           | Infogrames                                    | |         |             | [ 5 ]                              |
| Battlestar Galactica                                                                           | Vivendi Universal Games                       | |         |             | [ 5 ]                              |
| Big Mutha Truckers                                                                             | THQ                                           | |         |             | [ 5 ]                              |
| Bionicle                                                                                       | Electronic Arts, Lego Interactive             | |         |             | [ 5 ]                              |
| Black                                                                                          | Electronic Arts                               | | XO XBO  |             | [ 10 ]                             |
| Black Stone: Magic & Steel Ex-Chaser (JP)                                                      | Xicat Interactive                             | Os gráficos para o botão Y não são exibidos corretamente nas configurações do controle. |         |             | [ 5 ] [ 15 ]                       |
| Blade II                                                                                       | Activision                                    | Há uma pequena pausa ao atingir um ponto de salvamento. |         |             | [ 5 ] [ 15 ]                       |
| Blinx: The Time Sweeper                                                                        | Microsoft Game Studios                        | Este título é executado consistentemente a uma taxa de quadros um pouco mais lenta. Não há suporte Widescreen. | XBO     |             | [ 15 ] [ 16 ]                      |
| Blinx 2: Masters of Time & Space                                                               | Microsoft Game Studios                        | Este título apresenta problemas consistentes de performance. |         |             | [ 5 ] [ 15 ]                       |
| Blitz: The League                                                                              | Midway Games                                  | |         | AN          | [ 5 ]                              |
| Blood Omen 2                                                                                   | Eidos                                         | Os personagens podem girar aleatoriamente em diferentes direções durante as cutscenes. Ao obter uma nova habilidade, os efeitos gráficos não são exibidos corretamente. |         |             | [ 5 ] [ 15 ]                       |
| BloodRayne 2                                                                                   | Majesco                                       | Após recarregar o ponto de controle, uma perda notável na taxa de quadros é presente. | XBO     |             | [ 11 ] [ 15 ]                      |
| BlowOut                                                                                        | Majesco Entertainment                         | | XO      |             | [ 17 ]                             |
| BMX XXX                                                                                        | AKA Acclaim                                   | |         |             | [ 5 ]                              |
| Breakdown                                                                                      | Namco                                         | Durante o jogo, o sistema trava ocasionalmente, enquanto as fontes de luz aparecem através das paredes. | XBO     |             | [ 15 ] [ 16 ]                      |
| Brute Force                                                                                    | Microsoft Game Studios                        | |         |             | [ 5 ]                              |
| Buffy the Vampire Slayer                                                                       | Electronic Arts                               | Ao visualizar os logotipos e a cinemática de abertura, eles não são exibidos corretamente. |         |             | [ 5 ] [ 15 ]                       |
| Buffy the Vampire Slayer: Chaos Bleeds                                                         | Vivendi Universal Games                       | |         |             | [ 5 ]                              |
| Burnout                                                                                        | Acclaim Entertainment                         | Durante a "USA Marathon", a performance da pista cai. |         |             | [ 5 ] [ 15 ]                       |
| Burnout 2: Point of Impact                                                                     | Acclaim Entertainment                         | Pressionar Start no modo atração fará com que o jogo seja reiniciado instantaneamente. Ao jogar corridas em tela dividida e em pistas com efeitos de neve e chuva, a performance do jogo diminui. |         |             | [ 5 ] [ 15 ]                       |
| Burnout 3: Takedown                                                                            | Electronic Arts                               | | XO      | AN PAL      | [ 18 ]                             |
| Cabela's Big Game Hunter 2005 Adventures                                                       | Activision                                    | |         |             | [ 5 ]                              |
| Cabela's Dangerous Hunts                                                                       | Activision                                    | |         |             | [ 5 ]                              |
| Cabela's Dangerous Hunts 2                                                                     | Activision                                    | |         |             | [ 5 ]                              |
| Cabela's Outdoor Adventures                                                                    | Activision                                    | |         |             | [ 5 ]                              |
| Cabela's Deer Hunt: 2004 Season                                                                | Activision                                    | |         |             | [ 5 ]                              |
| Cabela's Deer Hunt: 2005 Season                                                                | Activision                                    | |         |             | [ 5 ]                              |
| Call of Cthulhu: Dark Corners of the Earth                                                     | Bethesda Softworks, 2K Games                  | Durante o estágio de prólogo, um ponto verde aparece e permanecerá na tela enquanto você desce o último conjunto de escadas. |         |             | [ 5 ] [ 15 ]                       |
| Call of Duty: Finest Hour                                                                      | Activision                                    | |         |             | [ 5 ]                              |
| Call of Duty 2: Big Red One                                                                    | Activision                                    | Ao jogar no modo multijogador, pontos representando o inimigo não aparecem no HUD. |         |             | [ 5 ] [ 15 ]                       |
| Call of Duty 3                                                                                 | Activision                                    | |         |             | [ 5 ]                              |
| Cars                                                                                           | THQ                                           | Ao visualizar as cutscenes, ocorrerá alteração da cor do pixel. |         |             | [ 5 ] [ 15 ]                       |
| Casino                                                                                         |                                               | |         |             | [ 5 ]                              |
| Catwoman                                                                                       | EA Games                                      | |         |             | [ 5 ]                              |
| Championship Manager 2006                                                                      | Eidos                                         | |         | AN          | [ 5 ]                              |
| Chicago Enforcer                                                                               | Kemco                                         | |         |             | [ 5 ]                              |
| The Chronicles of Narnia: The Lion, The Witch and The Wardrobe                                 | Buena Vista Games                             | |         |             | [ 5 ]                              |
| Circus Maximus: Chariot Wars                                                                   | Encore                                        | |         |             | [ 5 ]                              |
| Close Combat: First to Fight                                                                   | 2K Games                                      | |         |             | [ 5 ]                              |
| Colin McRae Rally 04                                                                           | Codemasters                                   | |         |             | [ 5 ]                              |
| Colin McRae Rally 2005                                                                         | Codemasters                                   | Enquanto no menu principal, há uma textura piscando na imagem de fundo. Antes do início de uma corrida, artefatos gráficos aparecem no texto na tela. Nas corridas para um jogador e multijogador, há pequenas quedas de performance. |         |             | [ 5 ] [ 15 ]                       |
| Combat Elite: WWII Paratroopers                                                                | SouthPeak Interactive                         | |         |             | [ 5 ]                              |
| Commandos 2: Men of Courage                                                                    | Eidos                                         | |         |             | [ 5 ]                              |
| Conflict: Desert Storm                                                                         | SCi                                           | |         |             | [ 5 ]                              |
| Conker: Live & Reloaded                                                                        | Microsoft Game Studios                        | As telas de carregamento não aparecerão, o sistema trava ocasionalmente durante a jogabilidade e o multijogador local. Efeitos como poeira e fumaça não são renderizados corretamente. O jogo trava ao entrar na masmorra de Dung Bettle. | XBO     |             | [ 15 ] [ 16 ]                      |
| Constantine                                                                                    | THQ                                           | |         |             | [ 5 ]                              |
| Counter-Strike                                                                                 | Microsoft Game Studios                        | Ao reproduzir no modo de vídeo VGA/HD, ocorrem quedas de performance durante as partidas com muitos bots no modo um jogador. |         |             | [ 5 ] [ 15 ]                       |
| Crash Bandicoot: The Wrath of Cortex                                                           | Universal Interactive Studios                 | | XO      | AN PAL      | [ 19 ] [ 20 ]                      |
| Crash Nitro Kart                                                                               | Vivendi Universal Games                       | |         | AN PAL      | [ 5 ] [ 15 ]                       |
| Crash Twinsanity                                                                               | Vivendi Universal Games                       | |         |             | [ 5 ]                              |
| Crime Life: Gang Wars                                                                          | Konami                                        | As cutscenes aleatórias exibem uma imagem estática enquanto o áudio é reproduzido normalmente. Ocorre uma falha ocasional durante a tela de carregamento. |         |             | [ 5 ] [ 15 ]                       |
| Crimson Skies: High Road to Revenge                                                            | Microsoft Game Studios                        | | XO XBO  |             | [ 11 ] [ 19 ]                      |
| Crouching Tiger, Hidden Dragon                                                                 | Ubisoft                                       | |         |             | [ 5 ]                              |
| The Da Vinci Code                                                                              | 2K Games                                      | Existem alguns ambientes que estão transparentes. Há alguns pulos durante as cutscenes. |         |             | [ 5 ] [ 15 ]                       |
| Dai Senryaku VII: Modern Military Tactics Daisenryaku VII (JP)                                 | Kemco                                         | Após os logotipos de abertura, um erro de disco sujo é exibido ocasionalmente. |         |             | [ 5 ] [ 15 ]                       |
| Dark Angel                                                                                     | Sierra Entertainment                          | |         |             | [ 5 ]                              |
| Darkwatch                                                                                      | Capcom                                        | |         |             | [ 5 ]                              |
| Dave Mirra Freestyle BMX 2                                                                     | Acclaim Max Sports                            | O céu está corrompido no modo Atrair. Há também uma queda aleatória de performance durante o jogo. |         |             | [ 5 ] [ 15 ]                       |
| Dead or Alive 3                                                                                | Tecmo                                         | |         |             | [ 5 ]                              |
| Dead or Alive Ultimate                                                                         | Tecmo                                         | Pode ocorrer uma falha aleatória antes de iniciar a cena de abertura. |         |             | [ 5 ] [ 15 ]                       |
| Dead to Rights                                                                                 | Namco                                         | Oscilação durante a terceira luta de helicóptero na missão 6. Quedas temporárias de performance no estágio 7. | XBO     |             | [ 11 ] [ 15 ]                      |
| Deathrow                                                                                       | Ubisoft                                       | |         |             | [ 5 ]                              |
| Destroy All Humans!                                                                            | THQ                                           | Os sons da arma são cortados durante períodos de alta atividade. | XO XBO  |             | [ 15 ] [ 16 ] [ 21 ] [ 22 ] [ 23 ] |
| Digimon Rumble Arena 2                                                                         | Bandai                                        | Problema presente apenas na versão japonesa, o título de salvar dados é mostrado em inglês. |         |             | [ 5 ] [ 15 ]                       |
| Dinotopia: The Sunstone Odyssey                                                                | TDK Mediactive                                | As legendas do jogo e a fonte do plano de fundo são mal exibidas. Quando na missão nº 1, o ataque do jogador no treinamento diminui a taxa de quadros durante o ataque. |         | AN PAL      | [ 5 ]                              |
| Doom 3                                                                                         | Activision                                    | |         |             | [ 5 ]                              |
| Doom 3: Resurrection of Evil                                                                   | Activision                                    | |         |             | [ 5 ]                              |
| Drake of the 99 Dragons                                                                        | Majesco Entertainment                         | |         |             | [ 5 ]                              |
| Dreamfall: The Longest Journey                                                                 | Aspyr Media                                   | | XO      |             | [ 24 ] [ 25 ] [ 26 ]               |
| Drive to Survive                                                                               | Empire Interactive                            | Uma breve pausa na jogabilidade ocorrerá ao provocar. |         |             | [ 5 ] [ 15 ]                       |
| Dungeons & Dragons: Heroes                                                                     | Atari                                         | |         |             | [ 5 ]                              |
| Dynasty Warriors 4 Shin Sangokumusou 3 (JP)                                                    | Koei                                          | |         |             | [ 5 ]                              |
| Egg Mania: Eggstreme Madness                                                                   | Kemco                                         | |         |             | [ 5 ]                              |
| The Elder Scrolls III: Morrowind                                                               | Bethesda Softworks                            | As capturas de tela do jogo no carregamento não serão renderizadas corretamente. | XBO     |             | [ 15 ] [ 16 ]                      |
| ESPN College Hoops                                                                             | Sega                                          | |         |             | [ 5 ]                              |
| ESPN College Hoops 2K5                                                                         | Sega                                          | Durante o vídeo de introdução, há alguns cortes. |         | AN          | [ 5 ] [ 15 ]                       |
| ESPN Major League Baseball                                                                     | Sega                                          | Os seguintes problemas ocorrem durante as partidas do Xbox Live; às vezes, o controle falha ao vibrar fora da zona de ataque, os logotipos nos uniformes dos jogadores às vezes piscam e, ocasionalmente, animações irregulares quando o modo de vídeo está definido como 1080i. |         |             | [ 5 ] [ 15 ]                       |
| ESPN MLS ExtraTime 2002                                                                        | Konami                                        | |         |             | [ 5 ]                              |
| ESPN NFL 2K5                                                                                   | Sega                                          | |         |             | [ 5 ]                              |
| ESPN NHL 2K5                                                                                   | Sega                                          | Existem problemas de textura nas telas de apresentação do jogo e de jogabilidade. |         |             | [ 5 ] [ 15 ]                       |
| Euro 2004                                                                                      | EA Games                                      | |         |             | [ 5 ]                              |
| Evil Dead: A Fistful of Boomstick                                                              | THQ                                           | |         |             | [ 5 ]                              |
| Evil Dead Regeneration                                                                         | THQ                                           | Algumas fontes de luz no jogo tomam grandes porções da tela. Há algumas falhas aleatórias. |         |             | [ 5 ] [ 15 ]                       |
| F1 2001                                                                                        | EA Sports                                     | |         |             | [ 5 ]                              |
| Fable                                                                                          | Microsoft Game Studios                        | Ocasionalmente, há um "arranhão" de áudio ou um som estático de estalo. | XO      |             | [ 15 ] [ 19 ]                      |
| Fable: The Lost Chapters                                                                       | Microsoft Game Studios                        | |         |             | [ 5 ]                              |
| The Fairly OddParents: Breakin' Da Rules                                                       | THQ                                           | |         |             | [ 5 ]                              |
| Family Guy Video Game!                                                                         | 2K Games                                      | |         |             | [ 5 ]                              |
| Fantastic Four                                                                                 | Activision                                    | Há uma falha aleatória durante o primeiro vídeo full-motion. |         |             | [ 5 ] [ 15 ]                       |
| Far Cry Instincts                                                                              | Ubisoft                                       | Durante a tela dividida para três pessoas, há distorção gráfica e perda de controle. Existem linhas horizontais irregulares no modo atração em monitores 480p/720p. A taxa de quadros cai durante a segunda missão, e há linhas de junção de textura visíveis ao usar a tirolesa nas minas. Ao usar um ataque corpo a corpo após a transformação, o efeito de áudio da faca é reproduzido. Os pontos de controle não são salvos ao executar em PAL-50. |         |             | [ 5 ] [ 15 ]                       |
| Fatal Frame Project Zero (PAL)                                                                 | Tecmo, Microsoft Game Studios                 | Vídeo ausente durante uma cutscene de introdução do fantasma na mansão. A versão europeia não funciona. |         |             | [ 5 ] [ 15 ]                       |
| Fatal Frame II: Crimson Butterfly Project Zero II: Crimson Butterfly (PAL)                     | Tecmo                                         | |         |             | [ 5 ]                              |
| FIFA Football 2003                                                                             | EA Sports                                     | |         |             | [ 5 ]                              |
| FIFA Football 2004                                                                             | EA Sports                                     | |         |             | [ 5 ]                              |
| FIFA 06                                                                                        | EA Sports                                     | |         |             | [ 5 ]                              |
| FIFA 07                                                                                        | EA Sports                                     | A taxa de quadros cai no vídeo de abertura e as cutscenes no jogo ficam embaçadas. |         |             | [ 5 ] [ 15 ]                       |
| FIFA Street                                                                                    | EA Sports BIG                                 | |         |             | [ 5 ]                              |
| FIFA Street 2                                                                                  | EA Sports BIG                                 | |         |             | [ 5 ]                              |
| Fight Night 2004                                                                               | EA Sports                                     | Há alguns problemas ao mostrar penteados. E algumas coisas tem lentidão. |         |             | [ 5 ]                              |
| Fight Night Round 3                                                                            | EA Sports                                     | |         |             | [ 5 ]                              |
| Final Fight: Streetwise                                                                        | Capcom                                        | O áudio e o vídeo não estão sincronizados nas cutscenes, enquanto há pequenas oscilações nas cinemáticas. Há uma diminuição de performance durante o jogo, quando há um número significativo de objetos na tela, e a textura do piso está ausente na área do Pier 15 do Capítulo 3. |         |             | [ 5 ] [ 15 ]                       |
| FlatOut                                                                                        | Empire Interactive                            | |         |             | [ 5 ]                              |
| Ford Mustang: The Legend Lives                                                                 | 2K Games                                      | |         |             | [ 5 ]                              |
| Ford vs. Chevy                                                                                 | Global Star Software                          | |         |             | [ 5 ]                              |
| Forgotten Realms: Demon Stone                                                                  | Atari                                         | No Capítulo 4, há uma perda de textura na cutscene. Nos Capítulos 4 e 5, os vídeos de arte conceitual desbloqueáveis não são reproduzidos. Há uma pequena distorção na linha pontilhada vertical no lado direito da tela heads-up. |         |             | [ 5 ] [ 15 ]                       |
| Forza Motorsport                                                                               | Microsoft Game Studios                        | |         |             | [ 5 ]                              |
| Freaky Flyers                                                                                  | Midway Games                                  | A taxa de quadros cai ocasionalmente durante o jogo. |         |             | [ 5 ] [ 15 ]                       |
| Freedom Fighters                                                                               | EA Games                                      | |         | AN          | [ 5 ]                              |
| Freestyle Street Soccer                                                                        | Acclaim Entertainment                         | |         |             | [ 5 ]                              |
| Frogger Beyond                                                                                 | Konami                                        | |         |             | [ 5 ]                              |
| Full Spectrum Warrior                                                                          | THQ                                           | Há um aliasing impróprio em modelos de jogadores e do ambiente. | XBO     |             | [ 15 ] [ 16 ]                      |
| Full Spectrum Warrior: Ten Hammers                                                             | THQ                                           | Há um aliasing impróprio em modelos de jogadores e do ambiente. |         |             | [ 5 ] [ 15 ]                       |
| Futurama                                                                                       | SCi Games, Vivendi Universal Games            | |         |             | [ 5 ]                              |
| Future Tactics: The Uprising                                                                   | JoWooD Productions, Crave Entertainment       | |         |             | [ 5 ]                              |
| Fuzion Frenzy                                                                                  | Microsoft Game Studios                        | | XO XBO  |             | [ 11 ] [ 19 ]                      |
| Gauntlet: Seven Sorrows                                                                        | Midway Games                                  | | XO      |             | [ 27 ]                             |
| Genma Onimusha                                                                                 | Capcom                                        | |         |             | [ 5 ]                              |
| Godzilla: Destroy All Monsters Melee                                                           | Infogrames                                    | |         |             | [ 5 ]                              |
| Godzilla: Save the Earth                                                                       | Atari                                         | |         |             | [ 5 ]                              |
| GoldenEye: Rogue Agent                                                                         | EA Games                                      | |         |             | [ 5 ]                              |
| Grabbed by the Ghoulies                                                                        | Microsoft Game Studios                        | A saída de vídeo é muito estreita no VGA com resolução de 1280x1024. Isso pode ser solucionado selecionando uma resolução de saída diferente. | XO XBO  |             | [ 11 ] [ 15 ] [ 28 ]               |
| The Great Escape                                                                               | Gotham Games                                  | |         |             | [ 5 ]                              |
| Goblin Commander: Unleash the Horde                                                            | Jaleco Entertainment                          | |         |             | [ 5 ]                              |
| Grand Theft Auto III                                                                           | Rockstar Games                                | Quando você inicia o jogo, verá que a tela é pequena. |         |             | [ a ]                              |
| Grand Theft Auto: Double Pack                                                                  | Rockstar Games                                | |         |             | [ a ]                              |
| Grand Theft Auto: San Andreas                                                                  | Rockstar Games                                | | XO      |             | [ 32 ] [ 33 ]                      |
| Grand Theft Auto: Vice City                                                                    | Rockstar Games                                | Há alguns erros durante a introdução. |         |             | [ 5 ] [ 15 ]                       |
| Grand Theft Auto: The Trilogy                                                                  | Rockstar Games                                | |         |             | [ 5 ]                              |
| Gravity Games Bike: Street. Vert. Dirt.                                                        | Midway Games                                  | |         |             | [ 5 ]                              |
| Greg Hastings' Tournament Paintball Max'd                                                      | Activision                                    | Durante o system link e a jogabilidade online, os jogadores podem ser teleportados aleatoriamente. |         |             | [ 5 ] [ 15 ]                       |
| Grooverider: Slot Car Thunder                                                                  | Encore                                        | |         |             | [ 5 ]                              |
| Guilty Gear Isuka                                                                              | Sammy                                         | |         |             | [ 5 ]                              |
| Guilty Gear X2 #Reload                                                                         | Majesco Entertainment                         | | XO      |             | [ 34 ]                             |
| The Guy Game                                                                                   | Gathering of Developers                       | Há distorção de áudio nos vídeos sob os desbloqueáveis bônus e nos vídeos extras no final de um episódio. |         | AN          | [ 5 ] [ 15 ]                       |
| Half-Life 2                                                                                    | Valve                                         | Este jogo não é reproduzido em televisões PAL-60 com cabeamento composto, isso não afeta o PAL-50. Corrupção de tela no modo atração após o console ficar inativo por um longo período de tempo. |         |             | [ 5 ] [ 15 ]                       |
| Halo: Combat Evolved                                                                           | Microsoft Game Studios                        | | XO      |             | [ 19 ]                             |
| Halo 2                                                                                         | Microsoft Game Studios                        | Problemas de performance durante o jogo no mapa Backwash. Ocasionalmente, o jogador pode observar imagens "fantasmas" exibidas na tela. De acordo com a Micorosft, uma solução alternativa para esse problema é retornar ao painel e reiniciar o jogo. |         |             | [ 5 ] [ 15 ]                       |
| Halo 2 Multiplayer Map Pack                                                                    | Microsoft Game Studios                        | |         |             | [ 5 ]                              |
| Harry Potter and the Chamber of Secrets                                                        | EA Games                                      | Certos objetos não têm gráficos enquanto houver um problema de quadros por segundo. |         |             | [ 5 ] [ 15 ]                       |
| Harry Potter and the Goblet of Fire                                                            | Electronic Arts                               | |         |             | [ 5 ]                              |
| Harry Potter and the Prisoner of Azkaban                                                       | EA Games                                      | Ocorre um bloqueio rígido ocasional ao alternar para cutscenes. Ocasionalmente, os inimigos ficam presos em um loop ou apenas presos ao ambiente. |         |             | [ 5 ] [ 15 ]                       |
| Harry Potter and the Sorcerer's Stone Harry Potter and the Philosopher's Stone (PAL)           | EA Games                                      | |         |             | [ 5 ]                              |
| He-Man: Defender of Grayskull                                                                  | Midas Interactive Entertainment               | Uma versão Xbox foi planejada, mas nunca lançada. No entanto, este título está incluído na lista oficial de retrocompatibilidade da Microsoft. |         | Não lançado | [ 5 ] [ 35 ]                       |
| High Heat: Major League Baseball 2004                                                          | 3DO                                           | |         | AN          | [ 5 ]                              |
| Hitman: Contracts                                                                              | Eidos                                         | |         |             | [ 5 ]                              |
| Hot Wheels: Stunt Track Challenge                                                              | THQ                                           | |         |             | [ 5 ]                              |
| The House of the Dead III                                                                      | Sega                                          | |         |             | [ 5 ]                              |
| Hulk                                                                                           | Vivendi Universal Games                       | |         |             | [ 5 ]                              |
| The Reckoning                                                                                  | White Wolf, Inc.                              | | XBO     | AN          | [ 16 ]                             |
| I-Ninja                                                                                        | Namco                                         | A taxa de quadros cai no mapa World 3 Central. |         |             | [ 5 ] [ 15 ]                       |
| IHRA Drag Racing: Sportsman Edition                                                            | Bethesda Softworks                            | |         |             | [ 5 ]                              |
| IHRA Professional Drag Racing 2005                                                             | Bethesda Softworks                            | |         |             | [ 5 ]                              |
| The Incredible Hulk: Ultimate Destruction                                                      | Vivendi Universal Games                       | |         |             | [ 5 ]                              |
| The Incredibles Mr. Incredible (JP)                                                            | THQ                                           | |         |             | [ 5 ]                              |
| The Incredibles: Rise of the Underminer                                                        | THQ                                           | |         |             | [ 5 ]                              |
| Indiana Jones and the Emperor's Tomb                                                           | LucasArts                                     | Alguns efeitos sonoros estão fora de sincronia e há uma falha aleatória no último nível. | XBO     |             | [ 5 ] [ 15 ]                       |
| Indigo Prophecy                                                                                | Atari                                         | | XO      |             | [ 19 ]                             |
| IndyCar Series 2005                                                                            | Codemasters                                   | |         |             | [ 5 ]                              |
| Intellivision Lives!                                                                           | Crave Entertainment                           | | XO      |             | [ 21 ]                             |
| Jade Empire                                                                                    | Microsoft Game Studios                        | O conteúdo Monk Zeng da edição limitada ficou disponível a partir da atualização de dezembro de 2005. | XO XBO  |             | [ 16 ] [ 36 ]                      |
| Jet Set Radio Future                                                                           | Sega                                          | Há oscilações gráficas no menu principal. Alguns efeitos de partículas na rua 99 causam quedas pesadas de quadros, bem como quedas de quadros desconhecidas em vários outros estágios (Dogenzaka Hill, Fortified Rezidential Zone). |         |             | [ 5 ] [ 15 ]                       |
| Judge Dredd: Dredd Vs. Death                                                                   | Evolved Games                                 | |         |             | [ 5 ]                              |
| Jurassic Park: Operation Genesis                                                               | Vivendi Universal Games, Konami               | |         |             | [ 5 ]                              |
| Justice League Heroes                                                                          | Eidos                                         | O texto ainda aparece ao rolar pela tela do menu de melhoria. Há quedas de performance durante o jogo. Existem alguns problemas de textura. |         |             | [ 5 ] [ 15 ]                       |
| Kabuki Warriors                                                                                | Crave Entertainment                           | |         |             | [ 5 ]                              |
| Kelly Slater's Pro Surfer                                                                      | Activision                                    | |         |             | [ 5 ]                              |
| Kill Switch                                                                                    | Namco                                         | |         |             | [ 5 ]                              |
| King Arthur                                                                                    | Konami                                        | Um pequeno travamento de vídeo ocorre durante os vídeos reais do filme. |         |             | [ 5 ] [ 15 ]                       |
| The King of Fighters Neowave                                                                   | SNK Playmore                                  | | XBO     |             | [ 11 ]                             |
| The King of Fighters 2002 & 2003                                                               | SNK Playmore                                  | KOF 2003 não é compatível. |         |             | [ 5 ]                              |
| Kingdom Under Fire: The Crusaders                                                              | Microsoft Game Studios                        | O jogo trava ao selecionar "Create Match" após editar uma party. |         |             | [ 5 ] [ 15 ]                       |
| The Legend of Spyro: A New Beginning                                                           | Vivendi Games                                 | | XO      |             | [ 34 ]                             |
| Lego Star Wars: The Video Game                                                                 | Eidos, Giant Interactive Entertainment        | |         |             | [ 5 ]                              |
| Lego Star Wars II: The Original Trilogy                                                        | LucasArts                                     | |         |             | [ 5 ]                              |
| Leisure Suit Larry: Magna Cum Laude                                                            | Vivendi Universal Games                       | Texturas incorretas são carregadas à medida que o jogador avança. |         |             | [ 5 ] [ 15 ]                       |
| Lemony Snicket's A Series of Unfortunate Events                                                | Activision                                    | |         |             | [ 5 ]                              |
| Links 2004                                                                                     | Microsoft Game Studios                        | O sistema trava ocasionalmente ao fazer a transição entre jogadores em um jogo do Xbox Live. |         |             | [ 5 ] [ 15 ]                       |
| Loons: The Fight for Fame                                                                      | Infogrames                                    | |         |             | [ 5 ]                              |
| The Lord of the Rings: The Return of the King                                                  | EA Games                                      | |         |             | [ 5 ]                              |
| The Lord of the Rings: The Third Age                                                           | EA Games                                      | |         |             | [ 5 ] [ 15 ]                       |
| Magatama                                                                                       | Microsoft Game Studios                        | | XO      | J           | [ 20 ]                             |
| Magic: The Gathering – Battlegrounds                                                           | Atari                                         | |         |             | [ 5 ]                              |
| Manhunt                                                                                        | Rockstar Games                                | |         |             | [ 5 ]                              |
| Marvel Nemesis: Rise of the Imperfects                                                         | EA Games                                      | |         |             | [ 5 ]                              |
| Marvel vs. Capcom 2                                                                            | Capcom                                        | Há vários artefatos nos sprites de personagens. |         |             | [ 5 ] [ 15 ]                       |
| Mat Hoffman's Pro BMX 2                                                                        | Activision O2                                 | |         |             | [ 5 ]                              |
| Max Payne                                                                                      | Rockstar Games                                | | XO      |             | [ 37 ]                             |
| Max Payne 2: The Fall of Max Payne                                                             | Rockstar Games                                | | XO      |             | [ 37 ]                             |
| Maximum Chase                                                                                  | Majesco Entertainment                         | |         |             | [ 5 ]                              |
| MechAssault 2: Lone Wolf                                                                       | Microsoft Game Studios                        | |         |             | [ 5 ]                              |
| Medal of Honor: European Assault                                                               | EA Games                                      | |         |             | [ 5 ]                              |
| Medal of Honor: Frontline                                                                      | EA Games                                      | |         |             | [ 5 ]                              |
| Medal of Honor: Rising Sun                                                                     | EA Games                                      | |         |             | [ 5 ]                              |
| Mega Man Anniversary Collection                                                                | Capcom                                        | |         |             | [ 5 ]                              |
| Mercenaries: Playground of Destruction                                                         | LucasArts                                     | O mapa em miniatura não será renderizado corretamente. Durante a campanha na China, existem travamentos aleatórios do sistema que impedem o progresso do jogador. | XBO     |             | [ 15 ] [ 16 ]                      |
| Metal Arms: Glitch in the System                                                               | Vivendi Games                                 | | XO      |             | [ 38 ]                             |
| Micro Machines                                                                                 | Infogrames                                    | |         |             | [ 5 ]                              |
| Mike Tyson Heavyweight Boxing                                                                  | Codemasters                                   | |         |             | [ 5 ]                              |
| Minority Report: Everybody Runs                                                                | Activision                                    | |         |             | [ 5 ]                              |
| MLB SlugFest 2003                                                                              | Midway Games                                  | Todas as resoluções acima de 480i/480p não mostram vídeo. Há corrupção de texto ao longo do jogo no menu, na jogabilidade, na pausa e em outras telas. |         |             | [ 5 ] [ 15 ]                       |
| MLB SlugFest 2004                                                                              | Midway Games                                  | |         |             | [ 5 ]                              |
| MLB Slugfest: Loaded                                                                           | Midway Games                                  | |         | AN          | [ 5 ]                              |
| Monster Garage                                                                                 | Activision                                    | |         |             | [ 5 ]                              |
| Mortal Kombat: Armageddon                                                                      | Midway Games                                  | A tela pressione Start apresenta oscilações graves. |         |             | [ 5 ] [ 15 ]                       |
| Mortal Kombat: Deception                                                                       | Midway Games                                  | Há oscilação na tela de título. |         |             | [ 5 ] [ 15 ]                       |
| MotoGP                                                                                         | THQ                                           | |         |             | [ 5 ]                              |
| MotoGP 2                                                                                       | THQ                                           | Os efeitos sonoros do motor são mais altos que o normal quando em velocidades mais altas. Os sons do motor estalam e cortam durante as corridas. Está faltando a opção de atribuir teclas ao gatilho direito no menu Configurações. Vídeos tutoriais tremem e piscam. |         |             | [ 5 ] [ 15 ]                       |
| MVP Baseball 2003                                                                              | EA Sports                                     | |         | AN          | [ 5 ]                              |
| MVP Baseball 2004                                                                              | EA Sports                                     | |         | AN          | [ 5 ]                              |
| MTV Music Generator 3: This is the Remix                                                       | Codemasters                                   | |         |             | [ 5 ]                              |
| MTX Mototrax                                                                                   | Activision                                    | A barra de progresso do carregamento está ausente. |         |             | [ 5 ] [ 15 ]                       |
| Murakumo: Renegade Mech Pursuit                                                                | Ubisoft                                       | |         |             | [ 5 ]                              |
| MX Unleashed                                                                                   | THQ                                           | As sombras piscam ao sair do portão de partida. As telas de carregamento têm uma caixa prateada atrás do texto. Árvores piscam aparecendo e desaparecendo no estágio Montauk Plains Freestyle. | XBO     |             | [ 15 ] [ 16 ]                      |
| MX vs. ATV Unleashed                                                                           | THQ                                           | Ao entrar ou sair de uma corrida, os gráficos são polarizados. Há dificuldade de renderização de objetos no horizonte durante uma corrida de waypoint. Sombras piscam no campeonato THQ SX na pista de Tucson. |         |             | [ 5 ] [ 15 ]                       |
| MX World Tour Featuring Jamie Little                                                           | Crave Entertainment                           | |         |             | [ 5 ]                              |
| Myst III: Exile                                                                                | Ubisoft                                       | |         |             | [ 5 ]                              |
| Namco Museum                                                                                   | Namco                                         | |         |             | [ 5 ]                              |
| Namco Museum 50th Anniversary Arcade Collection                                                | Namco                                         | |         |             | [ 5 ]                              |
| NASCAR 2006: Total Team Control                                                                | EA Sports                                     | |         |             | [ 5 ]                              |
| NASCAR Thunder 2002                                                                            | EA Sports                                     | Há áudio estático ao longo do jogo, e a performance diminui quando o espelho retrovisor está ativado. |         | AN          | [ 5 ] [ 15 ]                       |
| NASCAR Thunder 2003                                                                            | EA Sports                                     | A taxa de quadros é lenta e também há áudio estático ao longo do jogo, os efeitos de áudio são altos quando na visão dentro do carro e há alguma oscilação no menu Pausa. |         | AN          | [ 5 ] [ 15 ]                       |
| NBA Ballers                                                                                    | Midway Games                                  | |         |             | [ 5 ]                              |
| NBA Inside Drive 2002                                                                          | Microsoft Game Studios                        | |         |             | [ 5 ]                              |
| NBA 2K3                                                                                        | Sega                                          | |         | AN          | [ 5 ]                              |
| NBA Live 2002                                                                                  | EA Games                                      | |         |             | [ 5 ]                              |
| NBA Live 2004                                                                                  | EA Sports                                     | |         |             | [ 5 ]                              |
| NBA Street V3                                                                                  | EA Sports BIG                                 | Há áudio travando no vídeo introdutório. |         |             | [ 5 ] [ 15 ]                       |
| NCAA College Basketball 2K3                                                                    | Sega                                          | |         |             | [ 5 ]                              |
| NCAA Football 06                                                                               | EA Sports                                     | Durante o jogo, há algum áudio estático. |         |             | [ 5 ] [ 15 ]                       |
| NCAA March Madness 06                                                                          | EA Sports                                     | Problemas de performance ocorrem durante o vídeo de introdução, há alguma interrupção no áudio durante a configuração do jogo e pequenas estáticas de áudio ocorrem durante o jogo. |         | AN          | [ 5 ] [ 15 ]                       |
| NCAA March Madness 2005                                                                        | EA Sports                                     | Travamentos de vídeo durante o vídeo introdutório. |         | AN          | [ 5 ] [ 15 ]                       |
| Need for Speed: Underground 2                                                                  | EA Games                                      | Queda de frames no início das corridas e durante, áudio picotado durante algumas introduções cinemáticas |         |             | [ 5 ]                              |
| NFL 2K2                                                                                        | Sega                                          | |         | AN          | [ 5 ]                              |
| NFL 2K3                                                                                        | Sega                                          | |         | AN          | [ 5 ]                              |
| NFL Blitz 2002                                                                                 | Midway Games                                  | |         |             | [ 5 ]                              |
| NFL Blitz 2003                                                                                 | Midway Games                                  | |         |             | [ 5 ]                              |
| NFL Blitz Pro                                                                                  | Midway Games                                  | |         |             | [ 5 ]                              |
| NFL Fever 2004                                                                                 | Microsoft Game Studios                        | |         |             | [ 5 ]                              |
| NHL 2004                                                                                       | EA Sports                                     | |         |             | [ 5 ]                              |
| NHL 2005                                                                                       | EA Sports                                     | Áudio e vídeo estão fora de sincronia na cinemática introdutória. |         |             | [ 5 ] [ 15 ]                       |
| NHL 2K3                                                                                        | Sega                                          | Uma falha aleatória ocorrerá na tela de carregamento ao iniciar um jogo rápido. Durante jogos em system link, há quedas de performance e dessincronização aleatória entre os consoles. Há pequenas quedas de performance durante o jogo e, depois que um gol é marcado, um grito de áudio pode ser ouvido. |         | AN          | [ 5 ] [ 15 ]                       |
| NHL Hitz 2003                                                                                  | Midway Games                                  | |         |             | [ 5 ]                              |
| NHL Hitz Pro                                                                                   | Midway Games                                  | Durante confrontos e replays, há pequenos tremores nos jogadores. |         |             | [ 5 ] [ 15 ]                       |
| NightCaster                                                                                    | Microsoft Game Studios                        | O diálogo em áudio termina cedo durante o jogo, e há uma pequena queda na performance durante a abertura e o fechamento do livro de feitiços. |         |             | [ 5 ] [ 15 ]                       |
| Ninja Gaiden                                                                                   | Tecmo                                         | Os jogos de arcade NES desbloqueáveis não podem ser jogados. |         |             | [ 5 ] [ 15 ]                       |
| Ninja Gaiden Black                                                                             | Tecmo                                         | Este título é renderizado em uma velocidade ligeiramente reduzida em televisões PAL-50. O jogo roda normalmente em PAL-60. O jogo de arcade NES desbloqueável não pode ser jogado. | XO XBO  |             | [ 10 ] [ 11 ] [ 15 ]               |
| NTRA Breeders' Cup World Thoroughbred Championships                                            | Bethesda                                      | O vídeo no menu Start pula. |         | AN          | [ 5 ] [ 15 ]                       |
| Oddworld: Munch's Oddysee                                                                      | Infogrames                                    | A taxa de quadros diminui durante a cinemática no jogo e os efeitos sonoros soam muito distantes. |         |             | [ 5 ] [ 15 ]                       |
| Open Season                                                                                    | Ubisoft                                       | A câmera fica instável ao subir morros em Beaver Damage Stage. |         |             | [ 5 ] [ 15 ]                       |
| Outlaw Golf 2                                                                                  | Global Star Software                          | |         |             | [ 5 ]                              |
| Outlaw Golf 9 More Holes of X-mas                                                              | Simon & Schuster                              | A taxa de quadros cai durante o jogo. |         |             | [ 5 ] [ 15 ]                       |
| Outlaw Tennis                                                                                  | Global Star Software                          | |         |             | [ 5 ]                              |
| Outlaw Volleyball                                                                              | Simon & Schuster                              | Os gráficos de fundo oscilam durante uma partida. |         |             | [ 5 ] [ 15 ]                       |
| Outlaw Volleyball: Red Hot                                                                     | Simon & Schuster                              | |         |             | [ 5 ]                              |
| OutRun 2                                                                                       | Microsoft Game Studios                        | Ocasionalmente, os loops de áudio ficam presos. Os gráficos nem sempre são transmitidos no tempo em torno dos pontos de controle. A performance cai durante o jogo. |         |             | [ 5 ] [ 15 ]                       |
| OutRun 2006: Coast 2 Coast                                                                     | Sega                                          | A tela de carregamento trava. |         |             | [ 5 ] [ 15 ]                       |
| Over the Hedge                                                                                 | Activision                                    | |         |             | [ 5 ]                              |
| Pac-Man World 3                                                                                | Namco                                         | O movimento do personagem pode ficar embaçado. |         |             | [ 5 ] [ 15 ]                       |
| Panzer Dragoon Orta                                                                            | Sega                                          | | XBO     |             | [ 16 ]                             |
| Panzer Elite Action: Fields of Glory                                                           | JoWooD Entertainment                          | | XBO     | PAL         | [ 16 ]                             |
| Pariah                                                                                         | Groove Games                                  | Há uma queda menor, mas recorrente, na performance durante o jogo. A barra de carregamento não é exibida até estar quase cheia. Há uma linha verde no vídeo de introdução antes do jogo. |         |             | [ 5 ] [ 15 ]                       |
| Phantom Crash                                                                                  | Phantagram                                    | |         |             | [ 5 ]                              |
| Phantom Dust                                                                                   | Majesco Entertainment, Microsoft Game Studios | O sistema ocasionalmente trava durante o jogo. |         |             | [ 5 ] [ 15 ]                       |
| Pinball Hall of Fame: The Gottlieb Collection                                                  | Crave Entertainment                           | |         |             | [ 5 ]                              |
| Pitfall: The Lost Expedition                                                                   | Activision                                    | |         |             | [ 5 ]                              |
| Playboy the Mansion                                                                            | Arush Entertainment, Groove Games             | |         |             | [ 5 ]                              |
| Predator: Concrete Jungle                                                                      | Vivendi Universal Games                       | |         |             | [ 5 ]                              |
| Prince of Persia: The Sands of Time                                                            | Ubisoft                                       | Mini-jogos desbloqueáveis não são reproduzidos corretamente para este título. | XBO     |             | [ 11 ] [ 15 ]                      |
| Pro Race Driver TOCA Race Driver (PAL)                                                         | Codemasters                                   | |         |             | [ 5 ]                              |
| Project Gotham Racing                                                                          | Microsoft Game Studios                        | Há uma queda de performance no mapa de Tóquio. |         |             | [ 5 ] [ 15 ]                       |
| Project Gotham Racing 2                                                                        | Microsoft Game Studios                        | Os carros não são renderizados corretamente em Selecionar Carro e em Selecionar Transmissão. O rádio do carro não funciona no jogo. Ocorre um erro gráfico ao escolher o Xbox Demos. |         |             | [ 5 ] [ 15 ]                       |
| Psychonauts                                                                                    | Double Fine Productions                       | | XO XBO  | AN PAL      | [ 19 ] [ 20 ]                      |
| Pump It Up: Exceed                                                                             | Mastiff                                       | |         |             | [ 5 ]                              |
| The Punisher                                                                                   | THQ                                           | |         |             | [ 5 ]                              |
| Pure Pinball                                                                                   | XS Games                                      | |         |             | [ 5 ]                              |
| Puyo Pop Fever                                                                                 | Sega                                          | | XO      | J           | [ b ]                              |
| Quantum Redshift                                                                               | Microsoft Game Studios                        | |         |             | [ 5 ]                              |
| RalliSport Challenge                                                                           | Microsoft Game Studios                        | |         |             | [ 5 ]                              |
| Rapala Pro Fishing                                                                             | Activision                                    | A bússola não consegue carregar em certos níveis, e os peixes podem ficar presos nas rochas quando estão na linha. |         |             | [ 5 ] [ 15 ]                       |
| Rayman Arena                                                                                   | Ubisoft                                       | |         |             | [ 5 ]                              |
| Raze's Hell                                                                                    | Majesco Entertainment                         | | XO      |             | [ 40 ]                             |
| Red Dead Revolver                                                                              | Rockstar Games                                | Alguns gráficos piscam no modo de vídeo HD. |         |             | [ 5 ] [ 15 ]                       |
| Red Faction II                                                                                 | THQ                                           | | XBO     |             | [ 11 ]                             |
| RedCard 20-03                                                                                  | Midway Games                                  | |         |             | [ 5 ]                              |
| Reservoir Dogs                                                                                 | Eidos                                         | |         |             | [ 5 ]                              |
| Return to Castle Wolfenstein: Tides of War                                                     | Activision                                    | |         |             | [ 5 ]                              |
| Richard Burns Rally                                                                            | SCi                                           | O jogo é interrompido durante o Exercício na Escola de Rally. |         | PAL         | [ 5 ] [ 15 ] [ 41 ]                |
| Run Like Hell                                                                                  | Interplay Entertainment                       | |         |             | [ 5 ]                              |
| RoadKill                                                                                       | Midway Games                                  | O menu principal não é exibido. Pressione A para iniciar o modo um jogador. |         |             | [ 5 ] [ 15 ]                       |
| Robin Hood: Defender of the Crown                                                              | ZOO Digital Group, Capcom                     | |         |             | [ 5 ]                              |
| Robotech: Battlecry                                                                            | TDK Mediactive                                | |         |             | [ 5 ]                              |
| Rocky                                                                                          | Ubisoft                                       | |         | AN          | [ 5 ]                              |
| Rocky Legends                                                                                  | Ubisoft                                       | |         |             | [ 5 ]                              |
| Rogue Ops                                                                                      | Kemco                                         | |         |             | [ 5 ]                              |
| Rogue Trooper                                                                                  | Eidos                                         | |         |             | [ 5 ]                              |
| Rugby 2006                                                                                     | EA Sports                                     | Há áudio travando durante o jogo, e os jogadores renderizam como uma silhueta escura no lado direito do campo, mas apenas durante o primeiro jogo jogado. |         |             | [ 5 ] [ 15 ]                       |
| Rugby League 2                                                                                 | Tru Blu Entertainment                         | |         |             | [ 5 ]                              |
| Samurai Jack: The Shadow of Aku                                                                | Sega                                          | Uma versão do Xbox foi planejada, mas nunca lançada. No entanto, este título está incluído na lista oficial de retrocompatibilidade da Microsoft. |         | Não lançado | [ 5 ] [ 42 ] [ 43 ]                |
| Samurai Warriors                                                                               | Koei                                          | |         |             | [ 5 ]                              |
| Scarface: The World is Yours                                                                   | Vivendi Games                                 | |         |             | [ 5 ]                              |
| Scooby-Doo! Night of 100 Frights                                                               | THQ                                           | |         |             | [ 5 ]                              |
| Scrapland                                                                                      | THQ                                           | |         |             | [ 5 ]                              |
| Sega GT 2002                                                                                   | Sega                                          | O título é reproduzido muito lentamente. |         |             | [ 5 ] [ 15 ]                       |
| Sega GT Online                                                                                 | Sega                                          | A performance cai bastante em muitos níveis. |         |             | [ 5 ] [ 15 ]                       |
| Sega Soccer Slam                                                                               | Sega                                          | | XO      |             | [ 40 ]                             |
| Serious Sam                                                                                    | Gathering of Developers                       | |         |             | [ 5 ]                              |
| Shadow Ops: Red Mercury                                                                        | Atari                                         | A performance diminui com baixa taxa de quadros por segundo na jogabilidade. |         |             | [ 5 ] [ 15 ]                       |
| Shadow the Hedgehog                                                                            | Sega                                          | O jogo congela ocasionalmente. |         |             | [ 5 ]                              |
| Shamu's Deep Sea Adventures                                                                    | Activision                                    | |         |             | [ 5 ]                              |
| Shark Tale                                                                                     | Activision                                    | Enquanto rodando em 480p, as cinemáticas do jogo ficam instáveis. |         |             | [ 5 ] [ 15 ]                       |
| Shattered Union                                                                                | 2K Games                                      | |         |             | [ 5 ]                              |
| ShellShock: Nam '67                                                                            | Eidos                                         | |         |             | [ 5 ]                              |
| Shenmue II                                                                                     | Microsoft Game Studios                        | |         |             | [ 5 ]                              |
| Shinchou Mahjong (Nobunaga Mahjong)                                                            | E-Frontier                                    | Um gráfico em forma de linha é exibido próximo ao pescoço do personagem. |         |             | [ 5 ] [ 15 ]                       |
| Shrek: Super Party                                                                             | TDK Mediactive                                | |         |             | [ 5 ]                              |
| Sid Meier's Pirates!                                                                           | 2K Games                                      | Enquanto navega no mapa do mundo, há animações irregulares ocasionais. | XO XBO  |             | [ 10 ] [ 11 ] [ 15 ]               |
| Silent Hill 2: Restless Dreams                                                                 | Konami                                        | A versão PAL (Silent Hill 2: Inner Fears) NÃO é compatível. A lanterna brilha em ambas as direções frente e verso. O áudio de armas, rádio e inimigos não é existente depois de conversar com Laura na sala de piano do hotel. O áudio não retorna até que você termine a seção do hotel. Falta uma pequena quantidade de texturas perceptíveis na Silent Hill no mundo.                                                                               |         |             | [ 5 ]                              |
| Silent Hill 4: The Room                                                                        | Konami                                        | Linhas de junção visíveis nos rostos dos NPCs durante cutscenes. |         |             | [ 5 ] [ 15 ]                       |
| The Simpsons: Hit & Run                                                                        | Vivendi Universal Games                       | |         |             | [ 5 ]                              |
| The Simpsons: Road Rage                                                                        | Electronic Arts                               | Faltam algumas vozes de personagens. Perceptível na tela de seleção de personagem e ao deixar alguém no seu destino. |         |             | [ 5 ]                              |
| The Sims 2                                                                                     | Electronic Arts                               | |         |             | [ 5 ]                              |
| Smashing Drive                                                                                 | Namco                                         | |         |             | [ 5 ]                              |
| Sneakers                                                                                       | Microsoft Game Studios                        | |         | AN PAL      | [ 5 ]                              |
| Sonic Heroes                                                                                   | Sega                                          | Áudio e vídeo instáveis durante cutscenes de FMV. |         |             | [ 5 ]                              |
| Sonic Mega Collection Plus                                                                     | Sega                                          | |         |             | [ 5 ]                              |
| Sonic Riders                                                                                   | Sega                                          | Linhas fracas são visíveis nos menus e em certos elementos do HUD. |         |             | [ 5 ]                              |
| Soul Calibur II                                                                                | Namco                                         | A vibração do controle não funciona. |         |             | [ 5 ] [ 15 ]                       |
| Spawn: Armageddon                                                                              | Namco                                         | |         |             | [ 5 ]                              |
| Speed Kings                                                                                    | Acclaim Entertainment                         | |         |             | [ 5 ]                              |
| Sphinx and the Cursed Mummy                                                                    | THQ                                           | | XBO     |             | [ 5 ]                              |
| Spider-Man                                                                                     | Activision                                    | |         |             | [ 5 ]                              |
| Spider-Man 2                                                                                   | Activision                                    | Texturas oscilam durante o jogo. |         |             | [ 5 ] [ 15 ]                       |
| Splat Magazine Renegade Paintball                                                              | Take-Two Interactive                          | |         |             | [ 5 ]                              |
| SpongeBob SquarePants: Battle for Bikini Bottom                                                | THQ                                           | Às vezes, as texturas do skybox não são carregadas corretamente. |         |             | [ 5 ]                              |
| SpongeBob SquarePants: Lights, Camera, Pants!                                                  | THQ                                           | |         |             | [ 5 ]                              |
| The SpongeBob SquarePants Movie                                                                | THQ                                           | Certas texturas carregam incorretamente no jogo. |         |             | [ 5 ] [ 15 ]                       |
| Spy Hunter 2                                                                                   | Midway Games                                  | |         |             | [ 5 ]                              |
| Spy Hunter: Nowhere to Run                                                                     | Midway Games                                  | |         |             | [ 5 ]                              |
| Spyro: A Hero's Tail                                                                           | Vivendi Universal Games                       | |         |             | [ 5 ]                              |
| SSX 3                                                                                          | Electronic Arts                               | Este título possui pequenas falhas gráficas. | XBO     |             | [ 15 ] [ 16 ]                      |
| Stake: Fortune Fighters                                                                        | Metro3D, Inc.                                 | |         |             | [ 5 ]                              |
| Star Wars: Battlefront                                                                         | LucasArts                                     | Em alguns casos, jogos via system link podem congelar. | XBO     |             | [ 15 ] [ 16 ]                      |
| Star Wars: Battlefront II                                                                      | LucasArts                                     | | XBO     |             | [ 16 ]                             |
| Star Wars Episode III: Revenge of the Sith                                                     | LucasArts                                     | |         |             | [ 5 ]                              |
| Star Wars Jedi Knight: Jedi Academy                                                            | LucasArts                                     | Não é possível jogar jogos em tela dividida para este título. | XBO     |             | [ 15 ] [ 16 ]                      |
| Star Wars: Jedi Starfighter                                                                    | LucasArts                                     | Pequena desaceleração durante seleções e transições de menu, problemas menores de performance durante cutscenes. Os itens no HUD podem aleatoriamente se tornar sólidos em vez de transparentes. | XBO     |             | [ 15 ] [ 16 ]                      |
| Star Wars: Knights of the Old Republic                                                         | LucasArts                                     | | XBO     |             | [ 11 ]                             |
| Star Wars Knights of the Old Republic II: The Sith Lords                                       | LucasArts                                     | | XBO     |             | [ 16 ]                             |
| Star Wars: Republic Commando                                                                   | LucasArts                                     | | XBO     |             | [ 16 ]                             |
| Starsky and Hutch                                                                              | Empire Interactive                            | |         |             | [ 5 ]                              |
| State of Emergency                                                                             | Rockstar Games                                | |         |             | [ 5 ]                              |
| Street Fighter Anniversary Collection                                                          | Capcom                                        | |         |             | [ 5 ]                              |
| Street Racing Syndicate                                                                        | Namco                                         | |         |             | [ 5 ]                              |
| Stubbs the Zombie in "Rebel Without a Pulse"                                                   | Aspyr Media                                   | | XO      |             | [ 27 ]                             |
| The Suffering                                                                                  | Midway Games                                  | |         |             | [ 5 ]                              |
| Super Bubble Pop                                                                               | Jaleco                                        | |         |             | [ 5 ]                              |
| Super Monkey Ball Deluxe                                                                       | Sega                                          | |         |             | [ 5 ]                              |
| SX Superstar                                                                                   | AKA Acclaim                                   | |         |             | [ 5 ]                              |
| Syberia II                                                                                     | XS Games                                      | O jogo leva quase um minuto para carregar da tela inicial do Xbox. Existem problemas gráficos ao se mover entre telas. |         |             | [ 5 ] [ 15 ]                       |
| Taz: Wanted                                                                                    | Infogrames                                    | Durante o World 3, Stage 2: Haunted, há um gráfico parcialmente texturizado. A tela de reconexão do controle não é exibida. |         |             | [ 5 ] [ 15 ]                       |
| Teenage Mutant Ninja Turtles                                                                   | Konami                                        | |         |             | [ 5 ]                              |
| Teenage Mutant Ninja Turtles: Mutant Melee                                                     | Konami                                        | O vídeo introdutório fica travando. |         |             | [ 5 ] [ 15 ]                       |
| The Terminator: Dawn of Fate                                                                   | Infogrames                                    | |         |             | [ 5 ]                              |
| Terminator 3: Rise of the Machines                                                             | Atari                                         | Há uma pequena queda na performance durante o jogo. As barras pretas não estão posicionadas corretamente em VGA 640x480. |         |             | [ 5 ] [ 15 ]                       |
| Test Drive TD Overdrive (PAL)                                                                  | Infogrames                                    | Há pequenas quedas de performance e pequenas oscilações de textura durante o jogo. Faltam vozes de personagens durante as cutscenes do estágio 35 até o final do jogo. |         | AN          | [ 5 ] [ 15 ]                       |
| Test Drive: Eve of Destruction                                                                 | Atari                                         | |         |             | [ 5 ]                              |
| Tetris Worlds                                                                                  | THQ                                           | Somente a "versão offline" é compatível. A versão "Xbox Live-enabled" não é compatível. |         |             | [ 5 ] [ 15 ]                       |
| Thief: Deadly Shadows                                                                          | Eidos                                         | Algumas quedas na taxa de quadros e efeitos especiais visuais através de objetos sólidos. |         |             | [ 5 ]                              |
| The Thing                                                                                      | Vivendi Universal Games                       | |         |             | [ 5 ]                              |
| Thousand Land                                                                                  | FromSoftware                                  | |         |             | [ 5 ]                              |
| Thrillville                                                                                    | LucasArts                                     | Há uma falha aleatória ocasional durante o jogo. Às vezes, o mini-jogo Pirate Raiders é carregado sem ambientes. No mini-jogo Event Horizon, os sprites inimigos estão faltando e são substituídos por um retângulo branco. | XBO     |             | [ 5 ] [ 15 ]                       |
| Tiger Woods PGA Tour 07                                                                        | EA Games                                      | |         |             | [ 5 ]                              |
| Tom and Jerry: War of the Whiskers                                                             | NewKidCo                                      | |         |             | [ 5 ]                              |
| Tom Clancy's Ghost Recon                                                                       | Ubisoft                                       | |         |             | [ 5 ]                              |
| Tom Clancy's Ghost Recon 2                                                                     | Ubisoft                                       | A visão noturna não funciona corretamente no modo multijogador em tela dividida. |         |             | [ 5 ] [ 15 ]                       |
| Tom Clancy's Ghost Recon 2: Summit Strike                                                      | Ubisoft                                       | Em jogos multijogador em tela dividida, a tela está completamente preta. |         |             | [ 5 ] [ 15 ]                       |
| Tom Clancy's Ghost Recon: Island Thunder                                                       | Ubisoft                                       | O bate-papo por voz no jogo não está funcionando. |         |             | [ 5 ] [ 15 ]                       |
| Tom Clancy's Rainbow Six 3                                                                     | Ubisoft                                       | |         |             | [ 5 ]                              |
| Tom Clancy's Rainbow Six 3: Black Arrow                                                        | Ubisoft                                       | |         |             | [ 5 ]                              |
| Tom Clancy's Rainbow Six: Lockdown                                                             | Ubisoft                                       | |         |             | [ 5 ]                              |
| Tom Clancy's Splinter Cell                                                                     | Ubisoft                                       | | XBO     |             | [ 5 ]                              |
| Tom Clancy's Splinter Cell: Chaos Theory                                                       | Ubisoft                                       | | XO XBO  |             | [ 38 ]                             |
| Tom Clancy's Splinter Cell: Double Agent                                                       | Ubisoft                                       | Ao acessar o modo Versus, o sistema trava ocasionalmente e o sinal de vídeo é corrompido. A taxa de quadros cai na segunda e terceira missões. O arquivo salvo de foto instantânea é corrompido após o salvamento. | XBO     |             | [ 5 ] [ 15 ]                       |
| Tom Clancy's Splinter Cell: Pandora Tomorrow                                                   | Ubisoft                                       | | XBO     |             | [ 5 ]                              |
| Tony Hawk's American Wasteland                                                                 | Activision                                    | |         |             | [ 5 ]                              |
| Tony Hawk's Pro Skater 2X                                                                      | Activision                                    | Existem obstruções gráficas no system link. |         |             | [ 5 ] [ 15 ]                       |
| Tony Hawk's Pro Skater 3                                                                       | Activision                                    | Travas leves do cliente após o hospedeiro sair de um jogo do system link. |         |             | [ 5 ] [ 15 ]                       |
| Tony Hawk's Pro Skater 4                                                                       | Activision                                    | |         |             | [ 5 ]                              |
| Tony Hawk's Underground                                                                        | Activision                                    | |         |             | [ 5 ]                              |
| Tony Hawk's Underground 2                                                                      | Activision                                    | Oscilação constante de frames |         |             | [ 5 ]                              |
| Torino 2006                                                                                    | 2K Games                                      | |         |             | [ 5 ]                              |
| Tork: Prehistoric Punk                                                                         | Ubisoft                                       | |         |             | [ 5 ]                              |
| Toxic Grind                                                                                    | THQ                                           | |         |             | [ 5 ]                              |
| TransWorld Surf                                                                                | Infogrames                                    | |         |             | [ 5 ] [ 15 ]                       |
| Trigger Man                                                                                    | Crave Entertainment                           | |         |             | [ 5 ]                              |
| Trivial Pursuit Unhinged                                                                       | Atari                                         | Travamento ocorre durante as animações do logotipo durante a inicialização na tela inicial. Erros de textura ocorrem em prompts de comando. |         |             | [ 5 ] [ 15 ]                       |
| True Crime: Streets of LA                                                                      | Activision                                    | Ao operar o carro, uma pequena tela indistinta aparece. Defeitos gráficos são exibidos ao redor do nome da pista. |         |             | [ 5 ] [ 15 ]                       |
| Turok: Evolution                                                                               | Acclaim Entertainment                         | Durante o jogo, existem texturas piscando. |         |             | [ 5 ] [ 15 ]                       |
| Ty the Tasmanian Tiger                                                                         | EA Games                                      | |         |             | [ 5 ]                              |
| Ty the Tasmanian Tiger 2: Bush Rescue                                                          | EA Games                                      | |         |             | [ 5 ]                              |
| Ty the Tasmanian Tiger 3: Night of the Quinkan                                                 | Activision Value                              | |         |             | [ 5 ]                              |
| Ultimate Spider-Man                                                                            | Activision                                    | A taxa de quadros cai nas cinemáticas em-jogo, e há texturas aleatórias em várias superfícies. |         |             | [ 5 ]                              |
| Ultra Bust-a-Move Ultra Puzzle Bobble (JP)                                                     | Majesco Entertainment                         | |         |             | [ 5 ]                              |
| Unreal Championship 2: The Liandri Conflict                                                    | Midway Games                                  | A taxa de quadros cai na tela de seleção de personagem do Story Mode. Há travamentos ocasionais do sistema durante os jogos de Instant Action e depois de sair do jogo enquanto você navega de volta ao Painel Xbox. Faltam algumas texturas no mapa Eternal. | XBO     |             | [ 5 ] [ 15 ]                       |
| Urban Freestyle Soccer (PAL)                                                                   | Acclaim Entertainment                         | |         |             | [ 5 ]                              |
| The Urbz: Sims in the City                                                                     | EA Games                                      | Na área da Cozmo Street, o jogo trava. Enquanto estiver carregando nas telas, ocorrerão travas pesadas aleatórias do sistema. |         |             | [ 5 ] [ 15 ]                       |
| Van Helsing                                                                                    | Vivendi Universal Games                       | Na borda superior do menu principal e das telas de instruções da missão, há oscilação. |         |             | [ 5 ] [ 15 ]                       |
| Vexx                                                                                           | Acclaim Entertainment                         | |         |             | [ 5 ]                              |
| Vietcong: Purple Haze                                                                          | Gathering                                     | |         |             | [ 5 ]                              |
| Volvo: Drive For Life                                                                          | Microsoft Game Studios                        | |         |             | [ 5 ]                              |
| Wakeboarding Unleashed featuring Shaun Murray                                                  | Activision                                    | |         |             | [ 5 ]                              |
| WarPath                                                                                        | Groove Games                                  | |         | AN          | [ 5 ]                              |
| Whacked!                                                                                       | Microsoft Game Studios                        | As telas de carregamento não são exibidas corretamente. Enquanto estiverem no nível High Rise, os personagens piscarão. Durante o nível Space Walk, há alguns rasgos de textura quando em combate ou sendo derrubado da plataforma. |         |             | [ 5 ] [ 15 ]                       |
| WinBack 2: Project Poseidon                                                                    | Koei                                          | Ao alternar para o personagem B, faltam algumas texturas. |         |             | [ 5 ] [ 15 ]                       |
| Without Warning                                                                                | Capcom                                        | Alguma corrupção de textura, a jogabilidade congela brevemente. |         |             | [ 5 ] [ 15 ]                       |
| World Series Baseball 2K3                                                                      | Sega                                          | |         |             | [ 5 ]                              |
| World Soccer Winning Eleven 8 International Pro Evolution Soccer 4 (PAL) Winning Eleven 8 (JP) | Konami                                        | |         |             | [ 5 ]                              |
| World Soccer Winning Eleven 9 Pro Evolution Soccer 5 (PAL) Winning Eleven 9 (JP)               | Konami                                        | |         |             | [ 5 ]                              |
| Worms 3D                                                                                       | Sega                                          | |         |             | [ 5 ]                              |
| Worms 4: Mayhem                                                                                | Codemasters, Majesco Entertainment            | |         |             | [ 5 ]                              |
| Worms Forts: Under Siege                                                                       | Sega                                          | |         |             | [ 5 ]                              |
| Wrath Unleashed                                                                                | LucasArts                                     | Após a conclusão de uma batalha, o arquivo de áudio "You are Victorious" pode ser reproduzido duas vezes. Apenas armas e armaduras dos modelos são desenhadas. As unidades de jogo "Centaur" e "Centabra" não serão exibidas no mapa. |         |             | [ 5 ] [ 15 ]                       |
| WWE Raw 2                                                                                      | THQ                                           | |         |             | [ 5 ]                              |
| WWF Raw (jogo eletrônico de 2002)WWF Raw                                                       | THQ                                           | Quando seis personagens estão presentes na tela, o jogo roda muito lento. |         |             | [ 5 ] [ 15 ]                       |
| X2: Wolverine's Revenge                                                                        | Activision                                    | Ao se aproximar dos armários de vestiários, eles piscarão. Os personagens/ambientes ao redor experimentam texturas menores e ocasionais oscilações nos níveis posteriores. |         |             | [ 5 ] [ 15 ]                       |
| Xiaolin Showdown                                                                               | Konami                                        | |         |             | [ 5 ]                              |
| XIII                                                                                           | Ubisoft                                       | |         |             | [ 5 ]                              |
| Yourself!Fitness                                                                               | Respondesign                                  | |         |             | [ 5 ]                              |
| Yu-Gi-Oh! The Dawn of Destiny                                                                  | Konami                                        | Durante um jogo por system link falhas aleatórias e trava pesada do sistema ocorrerá. |         |             | [ 5 ] [ 15 ]                       |
| Zapper: One Wicked Cricket                                                                     | Infogrames                                    | | XO      |             | [ 44 ]                             |
| Zathura                                                                                        | 2K Games                                      | Durante o primeiro nível, falta áudio no vídeo pré-renderizado. |         |             | [ 5 ] [ 15 ]                       |

## Lista de títulos do Xbox removidos da lista de retrocompatibilidade
Os seguintes títulos do Xbox listados abaixo foram anunciados inicialmente como sendo compatíveis com o Xbox 360 e posteriormente removidos da lista oficial da Microsoft.
| Título                                                   | Publicadora(s)        | Data de disponibilização | Data de remoção         | Problemas técnicos | Ref(s)        |
| -------------------------------------------------------- | --------------------- | ------------------------ | ----------------------- | --- | ------------- |
| 2002 FIFA World Cup                                      | EA Sports             | 22 de novembro de 2005   | 1 de dezembro de 2005   | | [ 29 ] [ 45 ] |
| Codename: Kids Next Door – Operation: V.I.D.E.O.G.A.M.E. | Global Star Software  | 22 de novembro de 2005   | 1 de dezembro de 2005   | | [ 29 ] [ 45 ] |
| Curse: The Eye of Isis                                   | DreamCatcher, Wanadoo | 22 de novembro de 2005   | 1 de dezembro de 2005   | | [ 29 ] [ 45 ] |
| James Bond 007: Nightfire                                | Electronic Arts       | 22 de novembro de 2005   | 14 de fevereiro de 2008 | | [ ref 1 ]     |
| Legends of Wrestling                                     | Acclaim Entertainment | 22 de novembro de 2005   | 1 de dezembro de 2005   | | [ 29 ] [ 45 ] |
| NBA Live 2003                                            | EA Sports             | 22 de novembro de 2005   | 1 de dezembro de 2005   | | [ 29 ] [ 45 ] |
| Rugby 2005                                               | Electronic Arts       | 22 de novembro de 2005   | 1 de dezembro de 2005   | | [ 29 ] [ 45 ] |
| Sniper Elite                                             | Namco                 | 22 de novembro de 2005   | 14 de fevereiro de 2008 | Ao iniciar uma missão para um jogador, o jogo trava.                                                                                      | [ ref 1 ]     |
| Star Wars: The Clone Wars                                | LucasArts             | 22 de novembro de 2005   | 1 de dezembro de 2005   | Não foi possível utilizar o Xbox Live no Xbox 360 antes do encerramento do serviço. Quando o texto é exibido, existem artefatos gráficos. | [ 29 ] [ 45 ] |
| Tecmo Classic Arcade                                     | Tecmo                 | 22 de novembro de 2005   | 14 de fevereiro de 2008 | | [ ref 1 ]     |